# Reazione di Landolt
Per reazione di Landolt, secondo la IUPAC, si intende "una lenta reazione chimica in cui la formazione di un prodotto è ritardata dall'aggiunta di un reagente adatto allo scopo". È un esperimento dimostrativo di una classica reazione chimica oscillante, il cui obiettivo è mostrare il meccanismo cinetico in atto. Fu scoperta nel 1886 dal chimico svizzero Hans Heinrich Landolt.
Due soluzioni incolori sono mescolate e apparentemente non c'è una reazione visibile. Dopo un certo lasso di tempo, il liquido all'improvviso assume una tinta bluastra. La reazione oscillante allo ioduro presenta alcune varianti. Dal momento che la versione con lo iodio è la più comune, questa reazione è anche chiamata iodine clock reaction, ovvero reazione oscillante dello iodio.

## Varianti della reazione

### Perossido d'idrogeno
Si parte da una soluzione di perossido d'idrogeno e acido solforico. A essa si aggiungono ioduro di potassio, tiosolfato di sodio e amido. Nel recipiente avvengono due reazioni.
Nella prima, quella lenta, si produce una molecola di iodio:
H2O2 + 2I− + 2H+ → I2 + 2H2O
La seconda reazione, più rapida, vede la conversione della molecola di iodio a due ioni ioduro grazie al tiosolfato:
2S2O32− + I2 → S4O62− + 2I−
Dopo un certo ritardo (delay) la soluzione cambia colore, passando da trasparente a blu scuro, quasi nero.
Quando le soluzioni sono mescolate, la seconda reazione porta lo ione triioduro a essere consumato più velocemente di quanto sia generato e solo una piccola parte di questo ione è sottoposto all'equilibrio dinamico. Non appena il tiosolfato si è esaurito del tutto, questa reazione si blocca e il colore blu appare, grazie al complesso amido-triioduro.
Qualunque cosa acceleri la prima reazione, ridurrà il tempo necessario alla soluzione per cambiare colore. Una diminuzione del pH (ovvero un aumento della concentrazione di ioni H+), oppure l'incremento della concentrazione di iodio o perossido d'idrogeno ridurrà il ritardo. L'aggiunta di più tiosolfato, invece, avrà l'effetto contrario.

### Iodato
Si usa lo ione iodato (in genere iodato di potassio) a cui si aggiunge una soluzione acidificata (con acido solforico) di bisolfito di sodio.
Si genera lo ione ioduro attraverso questa reazione lenta tra lo iodato e il bisolfito:
IO3−  + 3 HSO3−  →  I−  + 3 HSO4−
Si tratta dello stadio cineticamente determinante. Lo ione iodato in eccesso ossiderà lo ioduro generatosi, per formare iodio:
IO3−  + 5 I−  + 6 H+  →  3 I2  + 3 H2O
A ogni modo lo iodio è subito ridotto di nuovo a ioduro dall'azione del bisolfato:
I2  + HSO3−  + H2O  →  2 I−  + HSO4− + 2 H+
Quando il bisolfato è del tutto consumato, lo iodio riuscirà a sopravvivere, nel senso che non si avrà la riduzione per mano del bisolfato, e così la soluzione cambierà colore grazie al complesso dello ione con l'amido.

### Persolfato
Si usa persolfato di sodio, potassio o ammonio per ossidare gli ioni ioduro a molecole di iodio. Il tiosolfato di sodio viene impiegato per ridurre lo iodio a ioduro prima che lo iodio possa complessare con l'amido, dando il caratteristico colore blu-nero.
Si genera iodio:
2 I− + S2O82− → I2 + 2 SO42−
E poi lo si rimuove:
I2 + 2 S2O32− → 2 I− + S4O62−
Una volta che tutto il tiosolfato si è consumato, lo iodio potrà formare un complesso con l'amido. Il persolfato di potassio è meno solubile mentre il persolfato di ammonio lo è di più e per questo lo si preferisce.

### Clorato
Si può usare anche un sistema formato dal reattivo di Lugol, clorato di sodio e acido perclorico.
Lo ione triioduro è presente all'equilibrio con un anione ioduro e uno iodio molecolare:
I3− ⇄ I− + I2
Lo ione clorato ossida lo ioduro ad acido ipoiodoso e acido clorico tramite lo stadio cineticamente determinante (quello più lento):
ClO3− + I− + 2 H+ → HOI + HClO2
Il consumo di clorato è accelerato dalla reazione dell'acido ipoiodoso con l'acido iodoso e acido cloroso:
ClO3− + HOI + H+ → HIO2 + HClO2
L'autocatalisi porta all'ultimo stadio:
ClO3− + HIO2 → IO3− + HClO2
L'andamento della reazione si può osservare con metodi spettroscopi UV-VIS.